# Manzanillo (Colima)
Manzanillo é uma cidade no estado mexicano de Colima. Em 2005, possuía 110.728 habitantes. o Porto de Manzanillo é uma importante rota marítima do país.